# Varde en Tord Foleson
Varde en Tord Foleson zijn twee liederen van Johan Halvorsen. De teksten worden gevormd door twee gedichten van Per Sivle, gepubliceerd in de dichtbundel Noreg uit 1894. De beide toonzettingen werden uitgevoerd op 17 mei 1894, maar gingen vervolgens los van elkaar door het leven.
Varde is geschreven voor unisono mannenkoor en orkest. De tekst gaat over de bergen. Het originele manuscript van Halvorsen is bewaard gebleven. Het werk is later uitgegeven door Wilhelm Hansen Muziekuitgeverij.
De geschiedenis van het werk Tord Foleson is onduidelijk. Het werd op die 17 mei 1894 uitgevoerd, maar onduidelijk is of het orkest het mannenkoor begeleidde. Later dat jaar werd het namelijk uitgevoerd op een koordag in datzelfde Bergen. Er was toen geen orkest aanwezig en een orkestpartij is nooit gevonden. Tord Foleson was een held tijdens de Slag bij Stiklestad op 29 juli 1030.
Halvorsen schreef Varde voor:
- tenoren en baritons (TTBB)
- 1 piccolo, 1 dwarsfluit, 2 hobo’s, 2 klarinetten, 2 fagotten
- 4 hoorns, 2 trompetten, 3 trombones, 1 tuba
- pauken, 1 man/vrouw percussie
- violen, altviolen, celli, contrabassen